# Rhinolophus damarensis
Rhinolophus damarensis är en fladdermus i familjen hästskonäsor som förekommer i södra Afrika. Taxonet listades en längre tid som underart till Rhinolophus darlingi och sedan 2014 godkänns det som art.
Arten lever i motsats till Rhinlophus darlingi i torra och varma landskap i västra Sydafrika. Den hittades även i Namibia och Angola. Habitatet utgörs av buskskogar och torra savanner.
Individerna vilar i grottor och i övergivna gruvor. De bildar kolonier med cirka 100 medlemmar.
Beståndet påverkas negativ när gruvor åter tas i bruk. Arten förekommer i olika naturskyddsområden. Den listas av IUCN som livskraftig (LC).